# 仙台病院
仙台病院（せんだいびょういん）は、1887年から1889年まで、宮城県仙台市にあった私立病院である。類似の名の病院が他に複数ある。

## 明治時代の仙台病院
1887年（明治20年）10月5日、仙台市国分町で赤星研造を院長として開院した。しかし、院長が病気がちで診察が滞り、2年後には閉院を余儀なくされた。

## その他の仙台病院
- 国立仙台病院 - 仙台市宮城野区宮城野にあった。現在の国立病院機構仙台医療センターの前身。
- JR仙台病院 - 仙台市青葉区五橋にある。前身は仙台鉄道病院。
- JCHO仙台病院 - 仙台市青葉区堤町にある。前身は仙台社会保険病院。
- 仙台市立病院 - 仙台市太白区あすと長町にある。